# 瓦尔迪斯
瓦尔迪斯（英語：Valdese）是一個位於美國北卡罗来纳州伯克县的城鎮。建立于19世纪，由来自于意大利科蒂安山的移民建立，是世界上最大的瓦勒度派聚居地之一。

## 人口

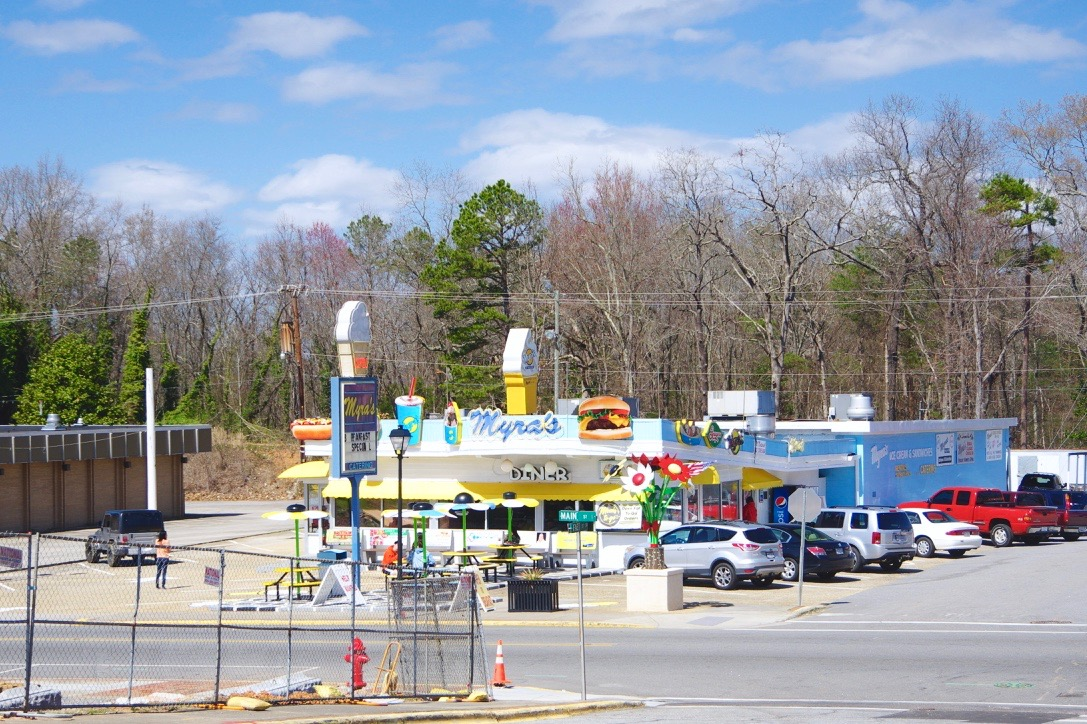
一家位于美国瓦尔迪斯的冰淇淋店和餐馆

根據2020年美國人口普查的數據，瓦尔迪斯的面積為20.39平方千米，當中陸地面積為20.36平方千米，而水域面積為0.03平方千米。當地共有人口4689人，而人口密度為每平方千米230人。